# Maria Sakkari
Maria Sakkari (Atenes, 25 de juliol de 1995) és una tennista professional grega.
En el seu palmarès hi ha un títol individual del circuit WTA, i va arribar a ocupar el tercer lloc del rànquing individual, el millor resultat per una tennista grega en tota l'Era Open.

## Biografia
Filla d'Angelikí Kanellopoúlou, que també fou tennista, i Konstantinos Sakkaris. Té dos germans anomenats Yannis i Amanda. Va començar a jugar a tennis amb sis anys pels seus pares, i es va traslladar a Barcelona amb divuit anys per millorar amb els seus entrenaments.
Actualment resideix a Montecarlo.

## Palmarès

### Individual: 10 (2−8)
| 2009 − 2020             | Després de 2021 |
| ----------------------- | --------------- |
| Grand Slam (0−0)        |                 |
| WTA Finals (0−0)        |                 |
| Premier Mandatory (0−0) | WTA 1000 (1−3)  |
| Premier 5 (0−0)         | WTA 1000 (1−3)  |
| Premier (0−1)           | WTA 500 (0−3)   |
| International (1−0)     | WTA 250 (0−1)   |

| Títols per superfície |
| --------------------- |
| Dura (1−7)            |
| Gespa (0−0)           |
| Terra batuda (1−1)    |

| Resultat   | Núm. | Data                   | Torneig                     | Superfície   | Oponent            | Marcador         |
| ---------- | ---- | ---------------------- | --------------------------- | ------------ | ------------------ | ---------------- |
| Finalista  | 1.   | 5 d'agost de 2018      | San José, Estats Units      | Dura         | Mihaela Buzărnescu | 1−6, 0−6         |
| Guanyadora | 1.   | 4 de maig de 2019      | Rabat, Marroc               | Terra batuda | Johanna Konta      | 2−6, 6−4, 6−1    |
| Finalista  | 2.   | 26 de setembre de 2021 | Ostrava, Txèquia            | Dura (i)     | Anett Kontaveit    | 2−6, 5−7         |
| Finalista  | 3.   | 13 de febrer de 2022   | Sant Petersburg, Rússia     | Dura (i)     | Anett Kontaveit    | 7−5, 6−7(4), 5−7 |
| Finalista  | 4.   | 20 de març de 2022     | Indian Wells, Estats Units  | Dura         | Iga Świątek        | 4−6, 1−6         |
| Finalista  | 5.   | 1 d'octubre de 2022    | Parma, Itàlia               | Terra batuda | Mayar Sherif       | 5−7, 3−6         |
| Finalista  | 6.   | 23 d'octubre de 2022   | Guadalajara, Mèxic          | Dura         | Jessica Pegula     | 2−6, 3−6         |
| Finalista  | 7.   | 6 d'agost de 2023      | Washington DC, Estats Units | Dura         | Coco Gauff         | 2−6, 3−6         |
| Guanyadora | 2.   | 24 d'octubre de 2023   | Guadalajara                 | Dura         | Caroline Dolehide  | 7−5, 6−3         |
| Finalista  | 8.   | 17 de març de 2024     | Indian Wells (2)            | Dura         | Iga Świątek        | 4−6, 0−6         |

## Trajectòria

### Individual
| Open d'Austràlia | A   | 2R   | 3R          | 1R          | 3R          | 4R          | 1R          | 4R          | 3R | 2R | 0 / 9     | 14 – 9    |
| Roland Garros | A   | Q1   | 1R          | 3R          | 2R          | 3R          | SF          | 2R          | 1R | 1R | 0 / 8     | 11 – 8    |
| Wimbledon | A   | 2R   | 3R          | 1R          | 3R          | NC          | 2R          | 3R          | 1R |    | 0 / 7     | 8 – 7     |
| US Open | 1R  | 1R   | 3R          | 2R          | 3R          | 4R          | SF          | 2R          | 1R |    | 0 / 9     | 14 – 9    |
| Jocs Olímpics | NC  | A    | No celebrat | No celebrat | No celebrat | No celebrat | 3R          | NC          | NC |    | 0 / 1     | 2 – 1     |
| WTA Finals | A   | A    | A           | A           | A           | NC          | SF          | SF          | RR |    | 0 / 3     | 4 – 7     |
| WTA Elite Trophy | A   | A    | A           | A           | RR          | No celebrat | No celebrat | No celebrat | A  |    | 0 / 1     | 0 – 2     |
| Total Victòries–Derrotes | 0−1 | 5−12 | 16−16       | 22−24       | 29−22       | 20−11       | 38−20       | 39−23       |    |    | 178 – 137 | 178 – 137 |
| Rànquing a final d'any | 188 | 89   | 52          | 41          | 23          | 22          | 6           | 6           |    |    |           |           |
| Llegenda: G: Guanyadora; F: Finalista; SF: Semifinalista; QF: Quarts de final; Q: Qualificació; A: Absent; RR: Round Robin; |     |      |             |             |             |             |             |             |    |    |           |           |

### Dobles femenins
| Open d'Austràlia | A   | A   | A   | 1R  | 1R  | A    |  | 0 / 2  | 0 – 2  |
| Roland Garros | A   | A   | 1R  | A   | A   | A    |  | 0 / 1  | 0 – 1  |
| Wimbledon | A   | A   | 1R  | 2R  | NC  | A    |  | 0 / 2  | 1 – 2  |
| US Open | A   | A   | A   | 2R  | A   | A    |  | 0 / 1  | 1 – 1  |
| Total Victòries–Derrotes | 0−1 | 0−1 | 0−3 | 4−6 | 0−1 | 0−3  |  | 5 – 16 | 5 – 16 |
| Rànquing a final d'any | 370 | 609 | 909 | 176 | 194 | 1069 |  |        |        |
| Llegenda: G: Guanyadora; F: Finalista; SF: Semifinalista; QF: Quarts de final; Q: Qualificació; A: Absent; RR: Round Robin; |     |     |     |     |     |      |  |        |        |

## Guardons
- Jerry Diamond ACES Award (2022)[2]